# Рангуцарія

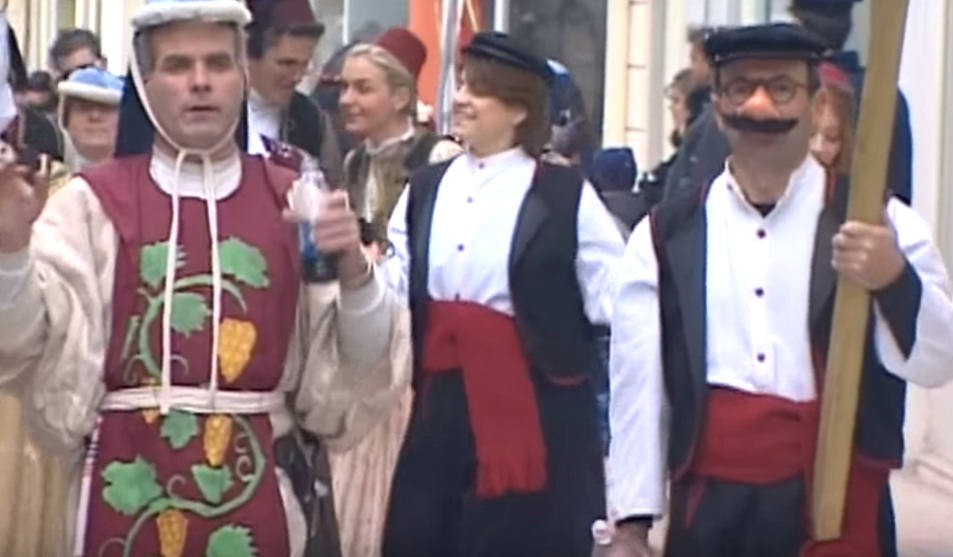
Чоловік, переодягнений у жінку

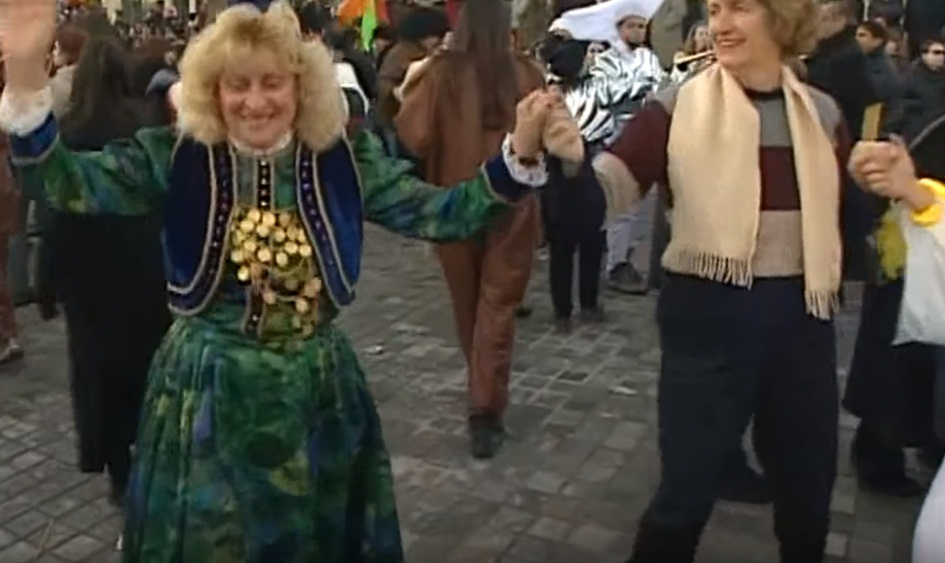
Танці на площі міста

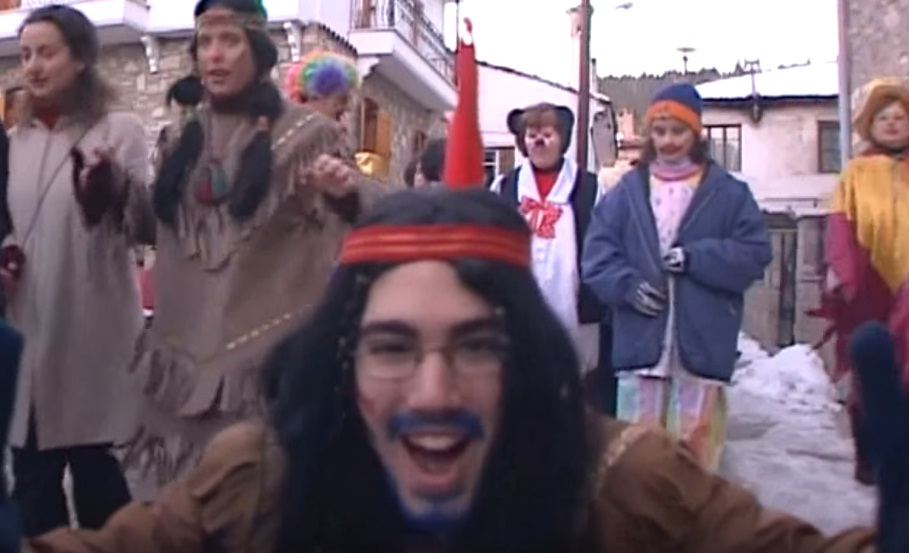
Карнавал «Рангуцарія»

«Рангуцарія» (грец. τα ραγκουτσάρια) — карнавал, який від 1903 року щорічно проходить у місті Касторія. Карнавал триває 3 дні: починається святкування 6 січня у день Хрещення Господнього, а закінчується 8 січня у день Святого Домініка.

## Походження назви
Назва карнавалу походить від латинського слова «rogatores», що означає «жебрак», а «rogatio» — просити . Ця назва відповідає дійсності, адже учасники карнавалу ходять по домівках і випрошують «подарунки», за що вони обіцяють вигнати з будинків злих духів.

## Історичні відомості
Витоки цього свята сягають античності і пов'язані з Діонісійськими святкуваннями.
Карнавальне вбрання «Рангуцарії» змінювалось у різні епохи. Раніше були популярними костюми у вигляді тварин (наприклад, корови, оленя, кози), а з початком візантійського періоду все частіше можна побачити чоловіків у жіночих спідницях, жінок з краватками та вусами .

## Святкування
Починається «Рангуцарія» освяченням води, потім на вулиці Митрополеос всі, хто приєднався до карнавалу, танцюють, співають, розважаються.
На другий день, день Святого Іоанна, люди компаніями йдуть до будинків для вигнання з них злих духів.
На третій день відбувається хода у маскарадних костюмах, яка починається біля ратуші і закінчується на площі Дольцо.
У карнавалі беруть участь і діти, і дорослі. У цей день вулиця Касторії наповнюються величезною кількістю одягнених у різні маскарадні костюми людей. Цей карнавал — чудовий спосіб забути про негаразди та смуток і розважитись, адже саме у цей період люди полишають всі свої турботи і поринають у світ «веселощів». Зазвичай, на цей карнавал до Касторії приїжджає багато туристів, які із захопленням приєднуються до його святкування.